# バスクンチャク湖
バスクンチャク湖 (ロシア語: Баскунчак; カザフ語: Басқұншақ)は、ロシア連邦アストラハン州アフトゥビンスキー地区にある塩湖（塩類平原）である。ニシハイイロペリカン、ニシオオノスリ、カスピサジンヤモリ、サイガ、イノシシ、ヘラジカ、ノロジカなどが生息するボグド・バスクンチャク自然保護区の一部であり、2021年にユネスコの生物圏保護区に指定された。
地元に住むカルムイク人にとって神聖な土地である。ヨーロッパにおける数少ない三畳紀の保存状態の良い化石を産する土地である。周囲の泥には死海の泥のような薬効があるとされている。

## 歴史
8世紀以降、塩が採掘されシルクロードで取引された。
1960年から1963年にかけて、環状サーキットが設置され、ソビエト連邦における自動車の速度記録車ピオネール 2Mなどの連邦最高速度記録が達成された。しかし、塩の採掘量増加と水・地質学的理由により速度記録を得られる条件を満たせなくなり、アメリカ合衆国ユタ州にあるボンネビル塩類平原のような最速記録を得るのに適したサーキットが失われた。
20世紀において、湖から採れる純粋な塩（NaCl 99.8％）はロシア国内総塩生産の80％を占めている。需要に応じて年間150万から500万トンの塩が採掘されている。1884年に塩を運ぶための鉄道が開業した。